# Мозирський замок

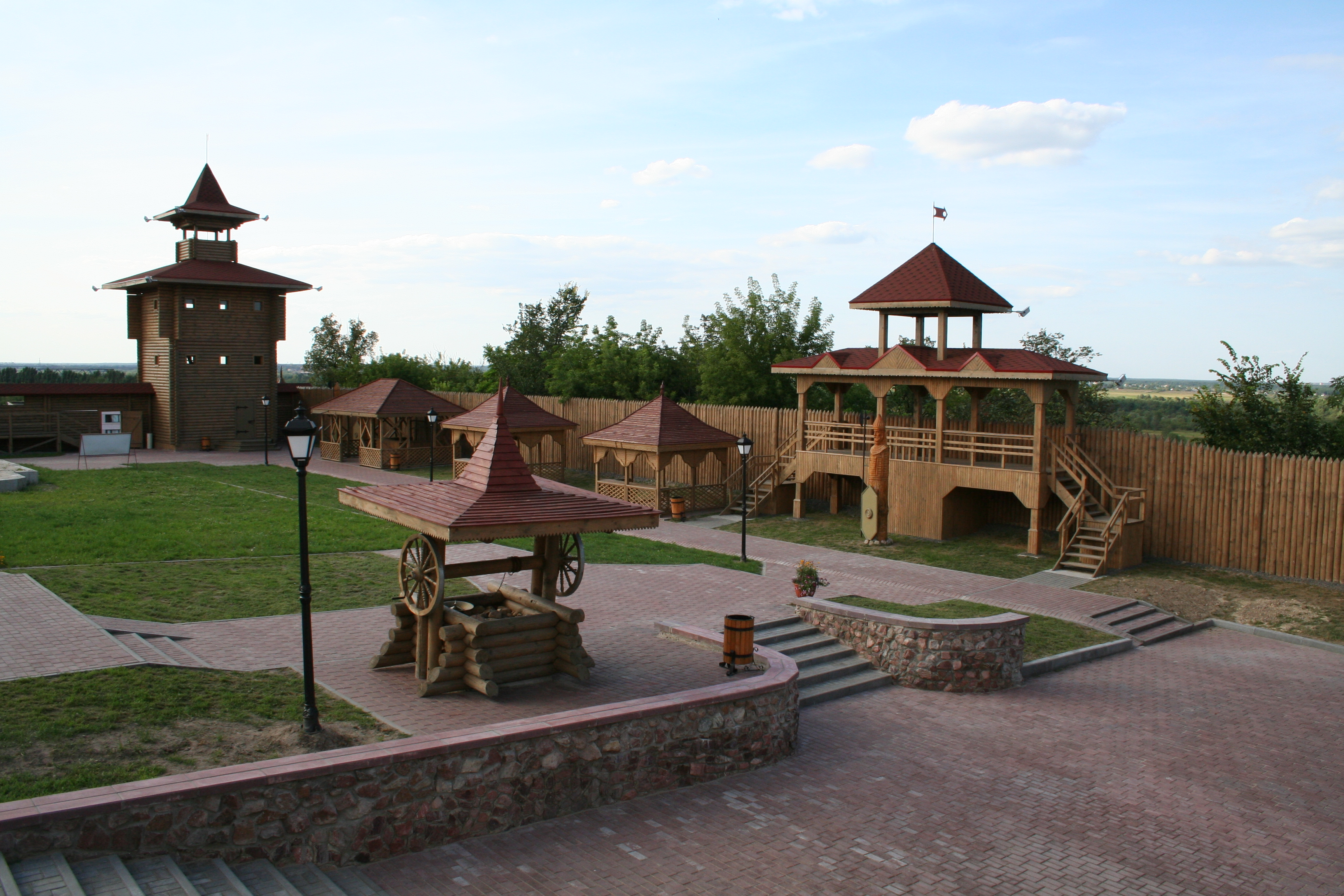
Сучасна реконструкція Мозирського замку

Мозирський замок — дерев'яна оборонно-адміністративна споруда пізнього середньовіччя в Мозирі. Існував у 15-18 ст. на місці давнього Мозиря. Побудований на місці укріпленого дерев'яного замку 14 століття. Займав мис між широкими ярами, що прорізали високий кореневий берег Прип'яті.
У 16 столітті центральна частина Мозиря була оточена палісадом. У 1520-30 рр. був зруйнований татарами. Близько 1543 року був відновлений дерев'яний замок із городнями та вежами. Чотирикутні вежі мали сім бойових ярусів з підсябиттями, а зверху накривали шатровим дахом. Стіна граду мали два бойових яруси, а також мала підсябиття з бланкуванням. Дві городні були пристосовані для житлових потреб. На замковому подвір'ї стояла замкова церква Спаса, кілька трикамерних будинків, скарбниця, комори, пивниця тощо.
Після відбудови в 1576 році в ньому було 5 веж. У 1609 р. він повністю згорів, у 1613 р. відновлений. Під час воєнних дій 17 століття замок неодноразово руйнувався і поступово занепав. У 18 столітті Мозирський замок був урочистим замково-палацовим комплексом, що складався з дерев'яного палацу в центрі та економічної зони.
Під час розкопок на замчищі виявлено залишки житлового будинку 16 століття з кахельною піччю з кераміки та коробчастої плитки, прикрашеної геометричним орнаментом.